# Eriogonum leptophyllum
Eriogonum leptophyllum là một loài thực vật có hoa trong họ Rau răm. Loài này được (Torr.) Wooton & Standl. mô tả khoa học đầu tiên năm 1913.